# Жумабаєв Амангельди Жумабаєвич
Амангельди Жумабаєвич Жумаба́єв (нар. 4 жовтня 1951, Алматинська область, Казахська РСР, СРСР) — казахстанський дипломат, Надзвичайний і Повноважний Посол Казахстану.

## Біографія
Народився 4 жовтня 1951 в Алматинській області. 
У 1974 році закінчив Казахський державний університет ім. Кірова, фізико-математичний факультет, Алматинський інститут народного господарства(1978), Академію народного господарства при Раді Міністрів СРСР (1989). Кандидат економічних наук (1982).
З 1974 по 1979 — інструктор Алма-Атинського обкому ЛКСМ Казахстану;
З 1974 по 1979 — головний спеціаліст Міністерства харчової промисловості;
З 1979 по 1983 навчався в аспірантурі Московського інституту економіки;
З 1983 по 1988 — інструктор, лектор, помічник першого секретаря Алма-Атинського обкому Компартії Казахстану, інструктор економічного відділу;
З 1988 по 1989 — начальник відділу Держкомпраці Казахстану;
З 1989 по 1990 завідувач сектору Управління справами Ради Міністрів Казахстану;
З 1990 по 1991 — помічник держрадника, заступника Прем'єр-міністра Казахстану.
З 1991 — 1993 — консультант відділу зовнішньоекономічних зв'язків Апарату Президента і Кабінету Міністрів Казахстану;
З 1993 по 1996 — заступник Міністра зовнішньоекономічних зв'язків Казахстану, заступник Міністра промисловості і торгівлі Казахстану;
З 1996 по 1999 — Надзвичайний і Повноважний Посол Казахстану в Королівстві Малайзія;
З 1999 по 2003 — Надзвичайний і Повноважний Посол Казахстану в Туркменістані;
З 2003 — Надзвичайний і Повноважний Посол Казахстану в Україні.
З 2003 — Надзвичайний і Повноважний Посол Казахстану в Молдові за сумісництвом.